# Lambretta
Lambrétta — итальянский мотороллер, главный соперник Vespa.

## История

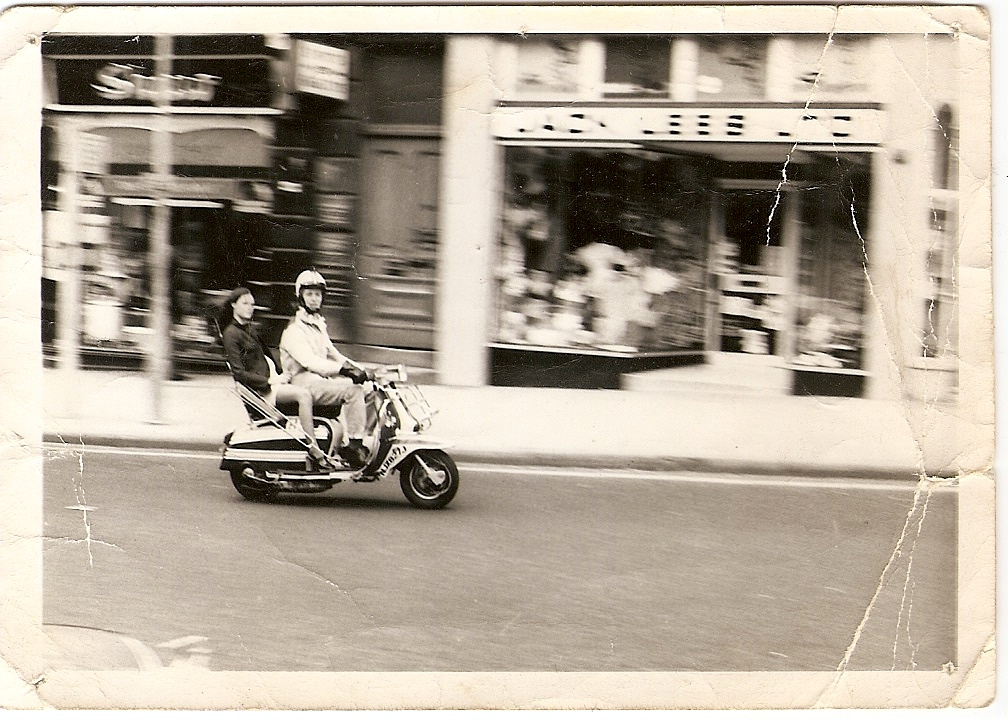
1971

Производство начато предприятием, специализировавшимся на производстве водопроводных труб, принадлежавшим промышленнику Фердинандо Инноченти из Милана, в 1947 году.
Производство оригинальной Lambretta прекратилось в 1971 году. Оборудование для производства было выкуплено индийской фирмой «Automobile Products of India». Бренд продолжает жить самостоятельно.
По лицензии производились в Германии, Великобритании, Франции, Испании, Бельгии и других странах. В отличие от Vespa, большинство моделей Lambretta имели рамную конструкцию и неповоротное переднее крыло. Двигатель, коробка передач, вал с коническими шестернями и втулка заднего колеса устроены в виде единого блока на качающейся подвеске, что до сих пор является прогрессивным решением. По оценке тех времён, в таком двигателе «нечему было ломаться».

## Галерея

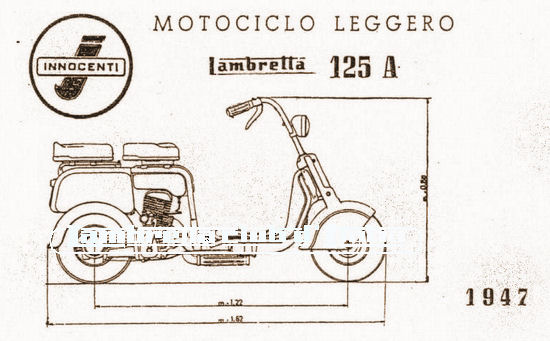
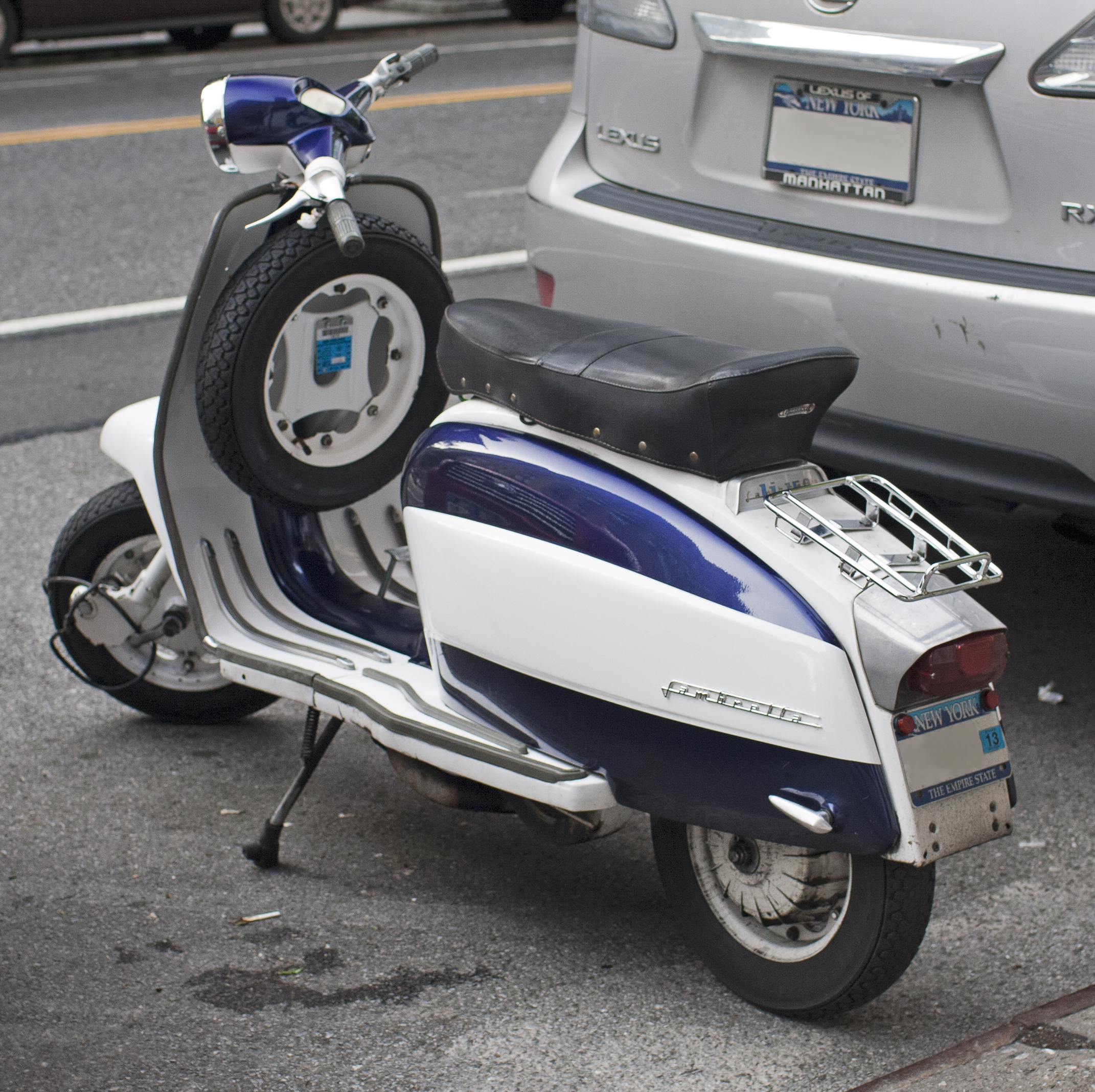
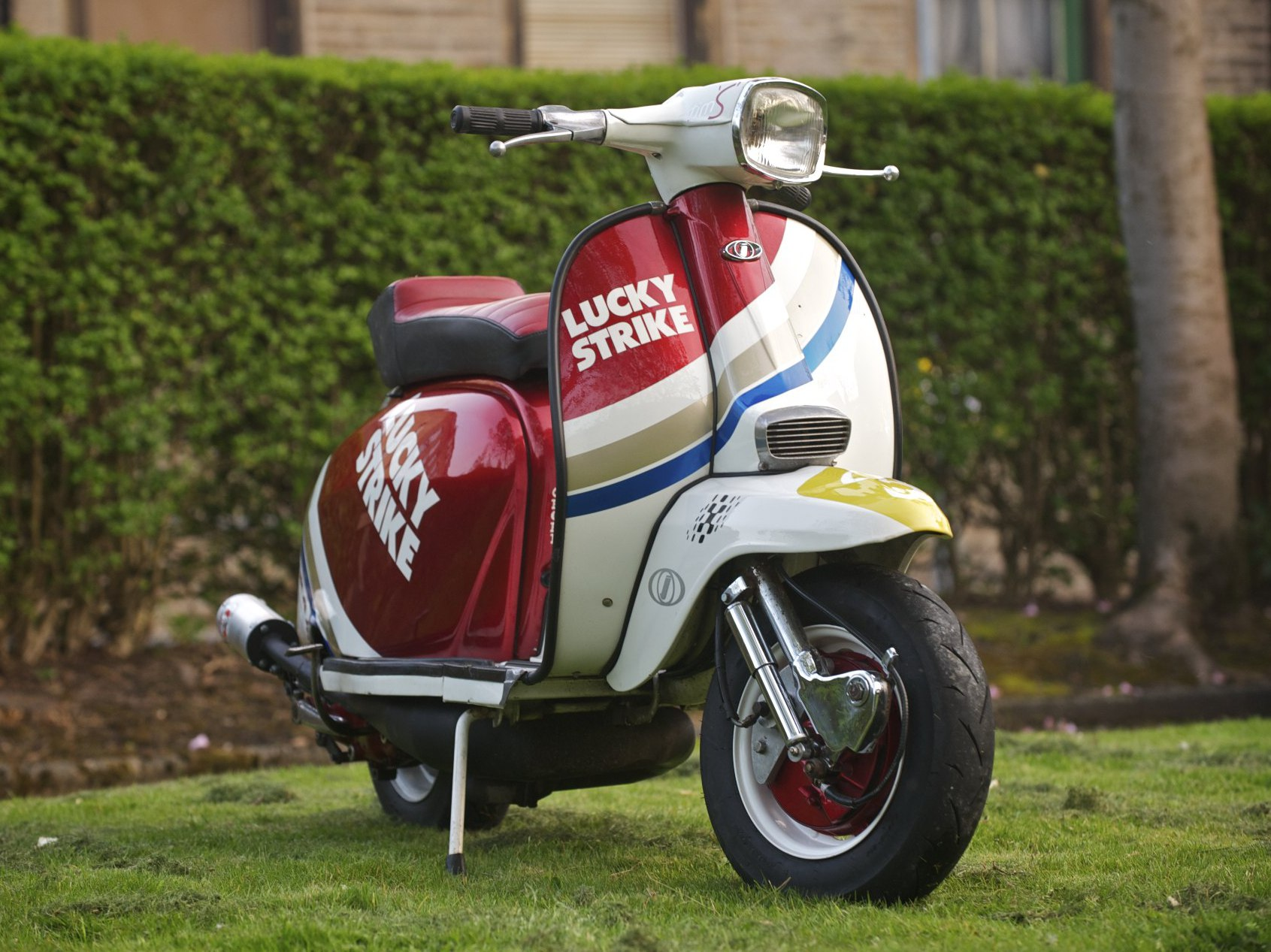
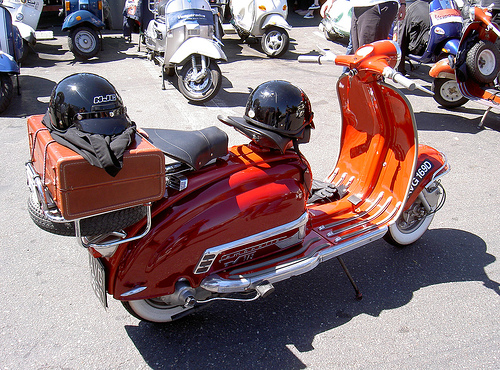

## Выпущенные модели
- Model A, 1947–1948
- Model B, 1948–1950
- Model C/LC, 1950–1951
- Model D, 1951–1957
- Model LD, 1951–1958
- Model E, 1953–1954
- Model F, 1954–1955
- TV Series 1, 1957–1959
- Li Series 1, 1958–1959
- Li Series 2, 1959–1961
- TV Series 2, 1959–1962
- Li Series 3, 1961–1967
- TV/GT Range, 1962–1965
- Li Special, 1963–1969
- J Range, 1964–1971
- SX Range, 1966–1969
- Lui/Vega/Cometa, 1968–1970
- GP/DL Range, 1969–1971 (Italy)
- GP/DL, 1972–1998 (India)

## Конкуренты
- Vespa
- Cushman